# Nusinersen
Le nusinersen, commercialisé sous le nom de Spinraza, est un médicament utilisé dans le traitement de l’amyotrophie spinale 5q associée à une deletion ou une mutation du gène SMN1 du chromosome 5.
C’est un oligonucleotide anti-sens qui se fixe sur l’ARN pre messager du gene SMN2. Il va permettre l’augmentation de la production de la protéine SMN (protéine de survie des motoneurones). Ceci permettant de compenser le manque de protéine SMN chez les patients atteints (protéine normalement produite en grande quantité par le gene SMN1)

## Indications
Le médicament est administré par injection intrathécale directement dans le système nerveux central (là où les motoneurones se situent).
Dans les essais cliniques, le médicament a stoppé la progression de la maladie. Chez environ 60 % des nourrissons atteints d'une atrophie musculaire spinale de type 1, le médicament a également amélioré de manière significative la fonction motrice directement dans le système nerveux central.

## Effets secondaires
Des cas d’hydrocéphalie communicante, non liée à une méningite ou à une hémorragie, ont été rapportés chez des patients, y compris des enfants, traités par cette molécule.
Pour certains cas d’hydrocéphalie communicante, l’implantation d’une dérivation ventriculo-péritonéale (DVP) a été nécessaire.